# Giuseppe Meazza
Pour les articles homonymes, voir Meazza.

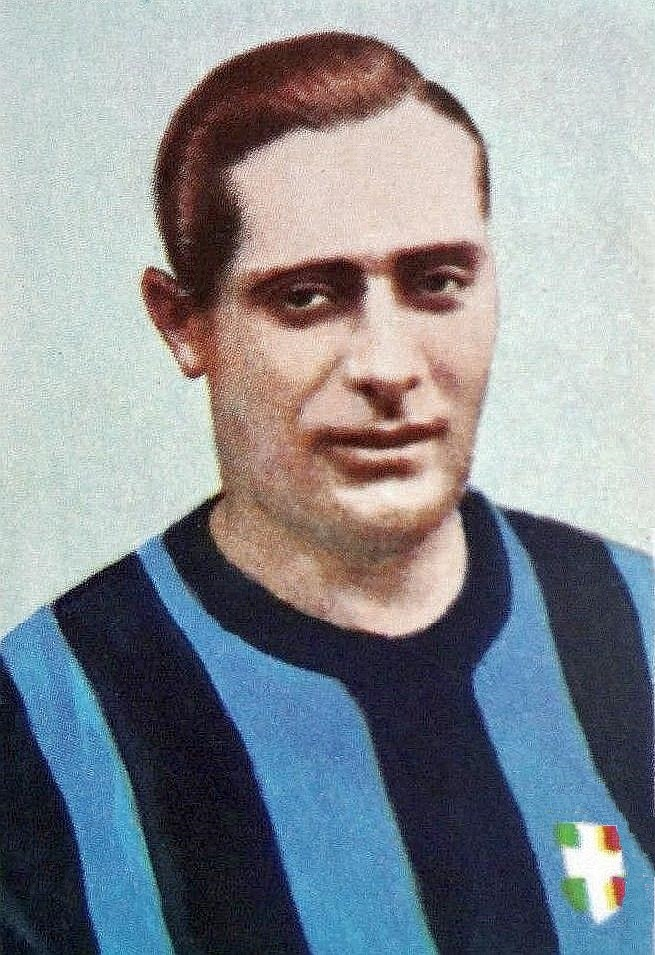
Meazza durant les années 1930.

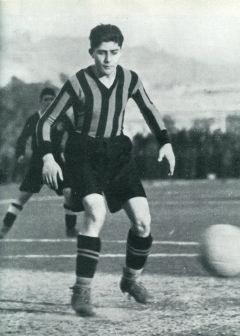
Meazza en 1927.

Giuseppe Meazza (surnommé le Balilla, Peppino ou encore le Divino), né le 23 août 1910 à Milan et mort le 21 août 1979 à Lissone, est un footballeur international italien, qui évoluait au poste d'attaquant.
Ce joueur offensif est considéré régulièrement comme l'un des meilleurs joueurs italiens de tous les temps : double champion du monde avec l'Italie, dont une fois en tant que capitaine, et trois fois champion d'Italie avec l'Inter Milan, il possède l'un des plus beaux palmarès européens d'avant-guerre.
Pur buteur lors de ses premières années, il devient progressivement un milieu offensif complet, capable tout à la fois de mener le jeu, de passer, de dribbler et de marquer. Il est le quatrième meilleur buteur de l'histoire du championnat italien de Serie A avec 216 buts en 367 matchs, derrière Gunnar Nordahl (225 buts), Francesco Totti (250 buts) et Silvio Piola (274 buts).

## Biographie

### Carrière de joueur

#### Carrière en club
« L'avoir dans l'équipe signifiait partir avec 1-0. »

— Vittorio Pozzo dans Campioni del mondo. Quarant'anni di storia del calcio italiano.
Né à Milan (dans le quartier populaire de Porta Vittoria), Meazza commence le football avec des ballons de chiffons à l'âge de six ans sur les terrains des quartiers de Greco Milanese et de Porta Romana avec son groupe d'amis (se baptisant eux-mêmes les Maestri Campionesi). Son père étant mort en 1917 durant la Première Guerre mondiale, Giuseppe obtient à l'âge de douze ans l'accord de sa mère pour jouer sur le terrain avec les jeunes du Gloria FC, club de l'U.L.I.C. (Unione Libera Italiana del Calcio). Là-Bas, un admirateur lui offre sa première paire de chaussures (que Giuseppe désirait tant, ne pouvant naturellement pas se les payer) que certains vendaient très chere au Corso Venezia.
À quatorze ans, il entre au centre de formation de l'un des deux grands clubs de sa ville natale, l'Inter Milan (disputant différentes compétitions de jeunes), après avoir été rejeté par le Milan AC du fait de sa faiblesse physique. Ce fut le joueur Fulvio Bernardini qui insista lui-même envers l'entraîneur de l'Inter Árpád Weisz, pour qu'il l'intègre en équipe première. Bernardini (devenu par la suite un grand entraîneur) s'arrêtait de plus en plus souvent pour observer les jeunes du club, plus particulièrement Giuseppe qui faisait des merveilles balle au pied. Il fut si insistant envers Weisz que ce dernier finit par l'obersver personnellement, impressionné.
Cet attaquant d'une taille relativement petite (1,69 m) intègre donc l'équipe première du club milanais à 17 ans. Surnommé à ses débuts il Balilla (en référence à l'organisation de jeunesse Opera Nazionale Balilla) par son coéquipier Leopoldo Conti, qui le trouvait trop jeune pour l'équipe première, il réalise une prestation de choix et marque deux buts pour son premier match face à l'Unione Sportiva Milanese en Coppa Volta di Como. 
Meazza s'impose très vite à la pointe de l'attaque de l'Inter (rebaptisé Ambrosiana par le régime fasciste). Il inscrit respectivement 33 et 31 buts lors des saisons 1928-1929 et 1929-1930, soit plus d'un but par match, alors qu'il n'a pas 20 ans. Il inscrit notamment un sextuplé (le 12 mai 1929 face à Venezia, victoire 10-2) et deux quintuplés lors de la saison 1928-1929. Alors que le club milanais peinait les années précédentes à soutenir la comparaison avec les meilleurs clubs italiens, ses performances mènent les Interistes au titre de champion d'Italie en 1930, dix ans après le dernier trophée du club.
Meazza remporte finalement avec le club milanais (en plus du Torneo di Natale à Milan en 1934) le championnat d'Italie à trois reprises (en 1930, 1938 et 1940), dont il est le meilleur buteur en 1930 (31), 1936 (25) et 1938 (20). L'Inter remporte également avec Meazza sa première coupe d'Italie en 1939.
Malgré une vie connue comme dissolue, Meazza parvient jusqu'à la fin des années 1930 à réaliser des performances saluées par les observateurs (malgré quelques blessures), notamment lors des matchs importants. Après une blessure l'ayant tenue loin des terrains en 1939 et 1940, qui provoque la fin de sa carrière internationale après 53 sélections, il signe chez les rivaux du Milan AC en novembre 1940 et marque notamment le but de l'égalisation le 9 février 1941 face à l'Ambrosiana. Après deux saisons à Milan, il rejoint la Juventus malgré une forme physique déclinante. À Turin, il joue son premier match le 18 octobre 1942 lors d'un derby della Mole contre le Torino remporté à domicile 5-2 par les bianconeri, et inscrit finalement 10 buts en 27 rencontres lors de la saison 1942-1943. Son premier but juventino lui, vient le 15 novembre 1942 lors d'un succès 3-1 sur Bologne.
Il rejoint ensuite pour un court passage l'AS Varèse et enfin l'Atalanta Bergame où il devient entraîneur-joueur.
En 1946 il revient à l'Inter comme entraîneur-joueur. Il y joue dix-sept matchs et inscrit les deux derniers buts de sa carrière, qui contribuent le club à se sauver d'une possible relégation. À la fin de sa carrière de joueur en 1947, il compte 476 matchs et 308 buts en championnat italien de 1re série (dont respectivement 408 et 287 pour l'Inter).

#### Carrière internationale
Sélectionné pour la première fois en équipe nationale le 9 février 1930 à 19 ans (victoire 4-2 sur la Suisse), il impose rapidement son talent au niveau international. Après un an, il compte dix buts en sept sélections et contribue activement au succès de l'Italie lors de la Coupe internationale 1933-1935. Sélectionné pour la coupe du monde de 1934, il y est titulaire. Il marque deux buts, dont le seul du quart-de-finale face à l'Espagne, et remporte finalement la compétition avec la Squadra Azzurra.
Quatre ans plus tard, il participe à la Coupe du monde de 1938 (en France) comme capitaine. Après avoir éliminé les Français en quart-de-finale, les Italiens battent les Brésiliens (grâce au 33e et dernier but international de Meazza) puis les Hongrois en finale. Avec Giovanni Ferrari, il est le seul joueur italien à avoir remporté deux fois une finale de Coupe du monde.

### Carrière d'entraîneur
Reconverti comme entraîneur, il dirige plusieurs équipes italiennes, sans obtenir de résultats probants. Il travaille par la suite comme journaliste sportif. Il fut le premier entraîneur italien à diriger une équipe étrangère lorsqu'il prit les rênes du club turc du Beşiktaş JK en 1948 pendant cinq mois.
Connu pour valoriser les jeunes, Meazza devient ensuite responsable du secteur jeunes de l'Inter. On lui doit notamment la découverte du jeune Sandro Mazzola, formé au club.
À la suite de son décès en 1979, son nom est donné au Stade San Siro de Milan. Cependant l'usage varie traditionnellement selon l'équipe milanaise qui y évolue : lorsque l'AC Milan y joue, on utilise plus volontiers le nom de San Siro, en référence au quartier où il est situé, et lorsque c'est l'Inter de Milan, on parle du Giuseppe Meazza.

## Hommage
Le 7 mai 2015, en présence du président du Comité national olympique italien (CONI), Giovanni Malagò, a été inauguré le Walk of Fame du sport italien dans le parc olympique du Foro Italico de Rome, le long de Viale delle Olimpiadi. 100 tuiles rapportent chronologiquement les noms des athlètes les plus représentatifs de l'histoire du sport italien. Sur chaque tuile figure le nom du sportif, le sport dans lequel il s'est distingué et le symbole du CONI. L'une de ces tuiles lui est dédiée .

## Statistiques

### Carrière en club
Le tableau suivant liste les statistiques de Meazza saison par saison.

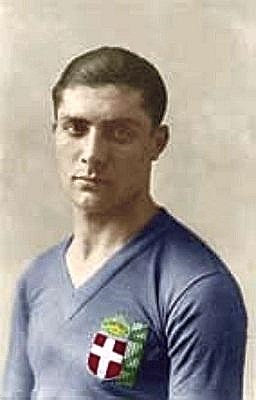
Meazza vers 1932.

| Club                       | Saison                 | Championnat | Championnat | Championnat | Coupe  | Coupe | Coupe d'Europe | Coupe d'Europe | Coupe d'Europe | Total  | Total |
| Club                       | Saison                 | Comp.       | Matchs      | Buts        | Matchs | Buts  | Comp.          | Matchs         | Buts           | Matchs | Buts  |
| -------------------------- | ---------------------- | ----------- | ----------- | ----------- | ------ | ----- | -------------- | -------------- | -------------- | ------ | ----- |
| Inter ( Italie)            | 1927-1928              | A           | 33          | 12          | -      | -     | -              | -              | -              | 33     | 12    |
| Inter ( Italie)            | 1928-1929              | A           | 29          | 33          | -      | -     | -              | -              | -              | 29     | 33    |
| Inter ( Italie)            | 1929-1930              | A           | 33          | 31          | -      | -     | -              | -              | -              | 33     | 31    |
| Inter ( Italie)            | 1930-1931              | A           | 34          | 24          | -      | -     | CEC            | 6              | 7              | 40     | 31    |
| Inter ( Italie)            | 1931-1932              | A           | 28          | 21          | -      | -     | -              | -              | -              | 28     | 21    |
| Inter ( Italie)            | 1932-1933              | A           | 32          | 20          | -      | -     | -              | -              | -              | 32     | 20    |
| Inter ( Italie)            | 1933-1934              | A           | 32          | 21          | -      | -     | CEC            | 6              | 5              | 38     | 26    |
| Inter ( Italie)            | 1934-1935              | A           | 30          | 19          | -      | -     | CEC            | 2              | 3              | 32     | 22    |
| Inter ( Italie)            | 1935-1936              | A           | 29          | 25          | 2      | 1     | CEC            | 2              | 2              | 33     | 28    |
| Inter ( Italie)            | 1936-1937              | A           | 26          | 11          | 4      | 3     | CEC            | 6              | 10             | 36     | 24    |
| Inter ( Italie)            | 1937-1938              | A           | 26          | 20          | 4      | 8     | -              | -              | -              | 30     | 28    |
| Inter ( Italie)            | 1938-1939              | A           | 16          | 4           | 6      | 0     | CEC            | 4              | 2              | 26     | 6     |
| Inter ( Italie)            | 1939-1940              | A           | -           | -           | -      | -     | CEC            | 1              | 0              | 1      | 0     |
|                            | Total Inter            |             | 348         | 241         | 16     | 12    |                | 27             | 29             | 391    | 282   |
| Milan AC ( Italie)         | 1940-1941              | A           | 14          | 6           | 1      | 0     | -              | -              | -              | 15     | 6     |
| Milan AC ( Italie)         | 1941-1942              | A           | 23          | 3           | 4      | 2     | -              | -              | -              | 27     | 5     |
|                            | Total Milan            |             | 37          | 9           | 5      | 2     |                |                |                | 42     | 11    |
| Juventus ( Italie)         | 1942-1943              | A           | 27          | 10          | -      | -     | -              | -              | -              | 27     | 10    |
|                            | Total Juve             |             | 27          | 10          |        |       |                |                |                | 27     | 10    |
| Varèse Sportiva ( Italie)  | 1944                   | CG          | 20          | 7           | -      | -     | -              | -              | -              | 20     | 7     |
|                            | Total Varèse           |             | 20          | 7           | -      | -     |                | -              | -              | 20     | 7     |
| Atalanta Bergame ( Italie) | 1945-1946              | DN          | 14          | 2           | -      | -     | -              | -              | -              | 14     | 2     |
|                            | Total Atalanta Bergame |             | 14          | 2           | -      | -     |                | -              | -              | 14     | 2     |
| Inter Milan ( Italie)      | 1946-1947              | A           | 17          | 2           | -      | -     | -              | -              | -              | 17     | 2     |
|                            | Total Inter Milan      |             | 17          | 2           | -      | -     |                | -              | -              | 17     | 2     |
| Total carrière             |                        |             | 469         | 271         | 21     | 14    |                | 27             | 29             | 511    | 314   |

### Buts en sélection
Le tableau suivant liste les résultats de tous les buts inscrits par Meazza avec l'équipe d'Italie.

## Palmarès
| Inter Milan - Championnat d'Italie (3) : - Champion : 1929-30, 1937-38 et 1939-40. - Meilleur buteur : 1929-30 (31 buts), 1935-36 (25 buts) et 1937-38 (20 buts). - Coupe d'Italie (1) : - Vainqueur : 1938-39. - Coupe d'Europe centrale : - Finaliste : 1933. - Meilleur buteur : 1930 (7 buts), 1933 (5 buts) et 1936 (10 buts). |  | Italie - Coupe du monde (2) : - Vainqueur : 1934 et 1938. - Coupe internationale (2) : - Vainqueur : 1927-1930 et 1933-1935. - Finaliste : 1931-1932. |